# 天主教巴爾總教區
天主教巴爾總教區（拉丁語：Archidioecesis Antibarensis）是羅馬天主教在黑山的一個總教區、該國兩個天主教教區之一。
教區建於9世紀。1034年升為總教區。1867年3月14日與斯庫台教區合併，後者於1886年10月8日成為教省總教區後，巴爾總教區改為直屬教廷。
總教區範圍包括黑山大部分地區。2010年有教友11,512人，佔轄區總人口2.2%。教區下轄19個堂區，有13名司鐸。現任總主教為澤夫·加希。1475年起，「塞爾維亞首席主教」永久成為總主教的頭銜的一部份。